# Bal de l'Opéra

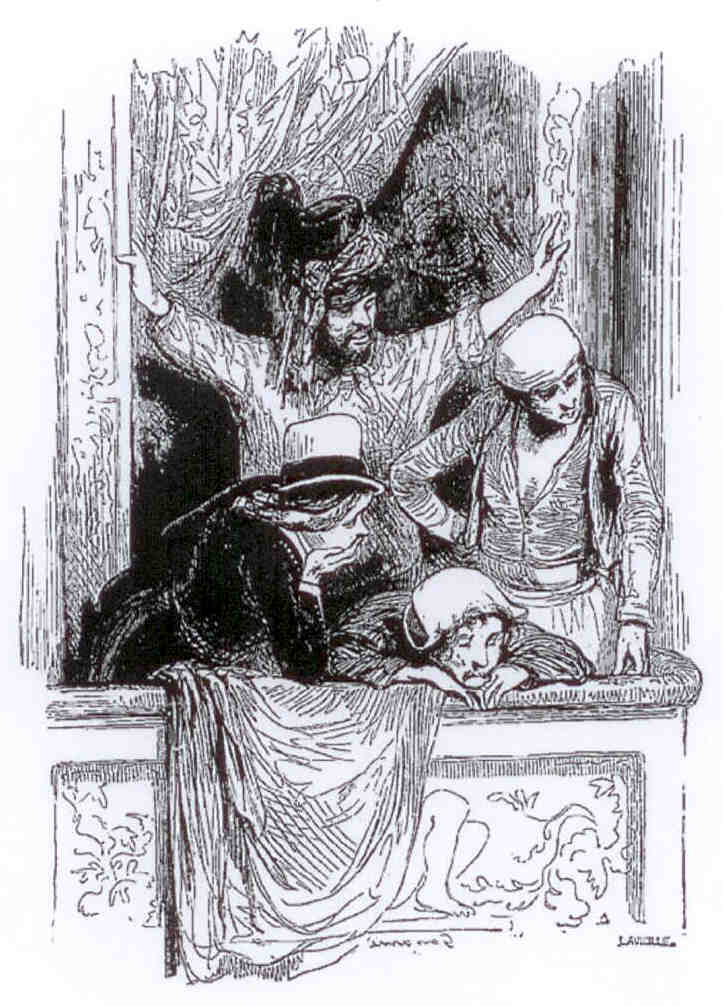
La loggia del bal de l'Opéra nel 1840 di Paul Gavarni

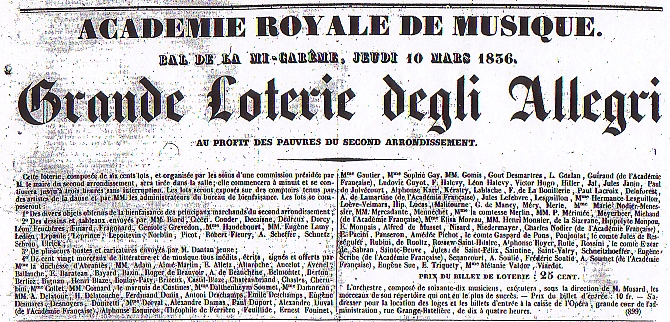
Annuncio del bal de l'Opéra organizzato da Philippe Musard per la Mi-Carême 1836.

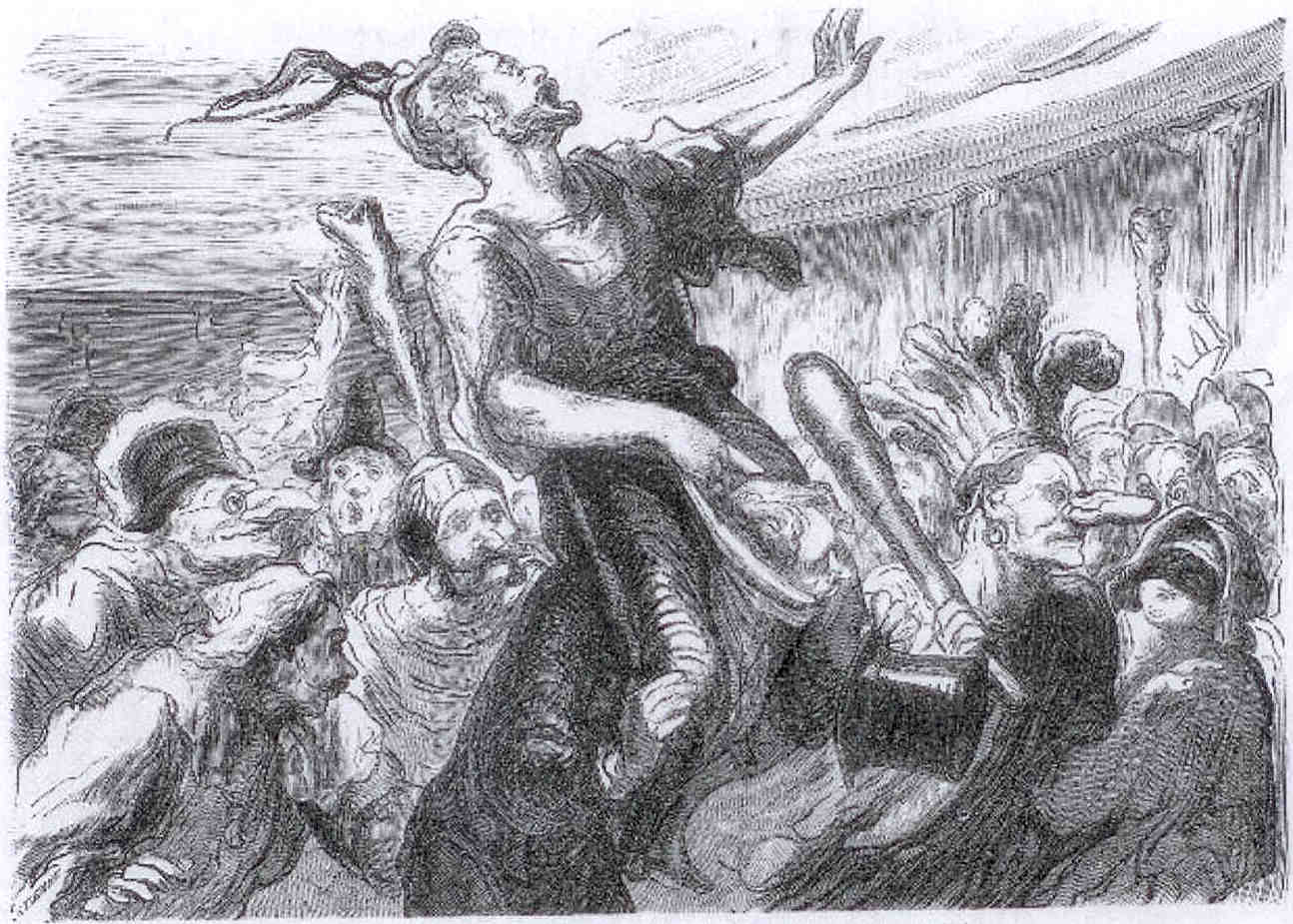
Sfilata grottesca della celebre société festive et carnavalesque dei Flambards al bal de l'Opéra organizzata per la Mi-Carême 1868, vista da Daumier.

Il Bal de l'Opéra (in italiano: Ballo dell'Opéra) era il più famoso di tutti i balli del Carnevale di Parigi ed uno degli eventi principali assieme alla sfilata in maschera, alla Promenade du Bœuf Gras, alla Fête des Blanchisseuses ed alla descente de la Courtille. Si tenne a Parigi ogni anno nel periodo del carnevale dal 1716 alla fine degli anni '20 del XX secolo.

## Storia

### XVIII secolo

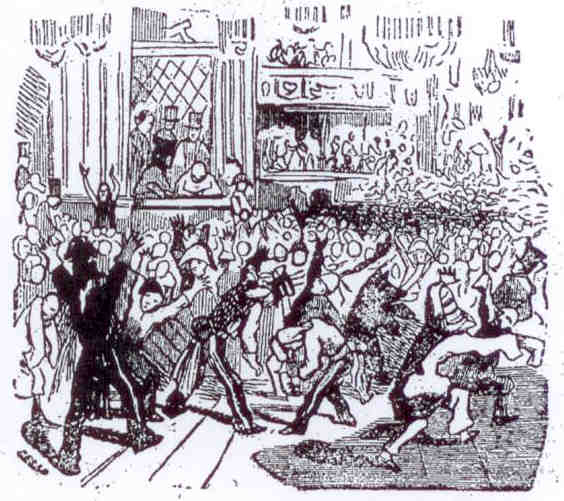
Il bal de l'Opéra, caricatura di Cham 1850.

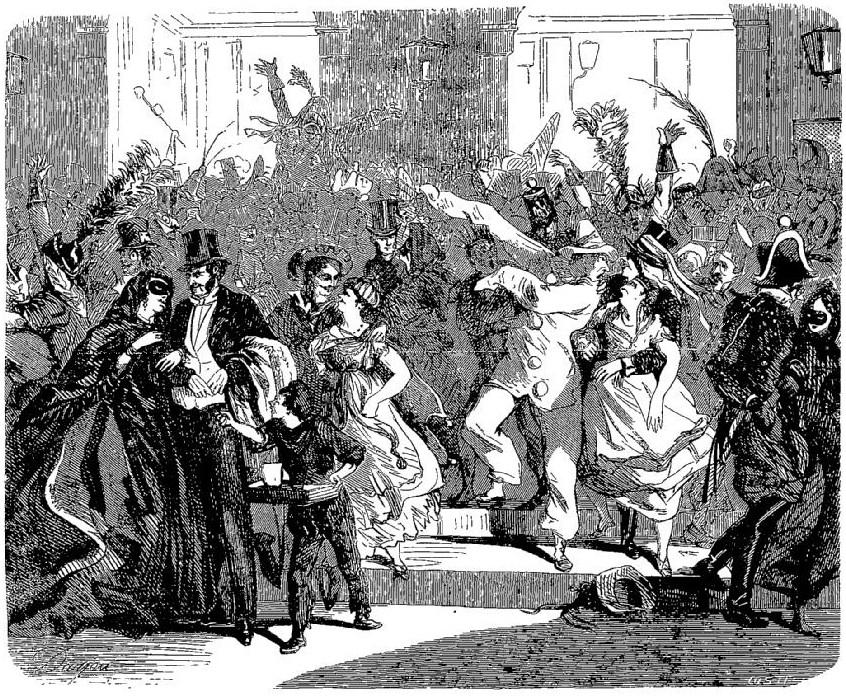
L'uscita del ballo mascherato dell'Opéra nel 1860

Istituito con decreto reale del 31 dicembre 1715, il ballo vide la propria edizione il 2 gennaio 1716. Esso si teneva nel periodo tradizionale del carnevale. All'inizio si trattava quindi solo di un ballo in maschera.
Maria Luisa Elisabetta di Borbone-Orléans, duchessa di Berry, figlia del reggente, contribuì alla moda dei balli di carnevale all'Opéra di Parigi. Il primo ballo ad ogni modo si tenne nel gennaio del 1716 e cioè a pochi mesi di distanza dalla morte di Luigi XIV, troppo pochi perché tale evento non dovesse destare scalpore, ancora di più perché la duchessa di Berry vi si presentò mascherata con un abito particolarmente sensuale di Messalina, dai colori variopinti, che venne reputato quasi eccessivo per gli austeri costumi della corte francese dell'epoca e soprattutto irrispettoso per i mesi di lutto previsti per la morte del sovrano. La Gazette de la Régence riportò a tal proposito un affronto ricevuto da madame du Berry nel ballo di carnevale del gennaio del 1717: « Un ufficiale che non l'aveva riconosciuta, vedendola agghindata in quel modo, le fece dei complimenti dicendole che aveva dei gran bei seni e se questi erano in vendita; la principessa subito gli rispose: - Mi riconosci bene mascherata? Io ti riconosco. - E tu chi sei? La più grande puttana di Parigi. » L'impudente perverso se ne andò senza conseguenza alcuna.
A fine Settecento vi prese parte in incognito anche la regina Maria Antonietta con il cognato, il conte di Artois.

### XIX e XX secolo

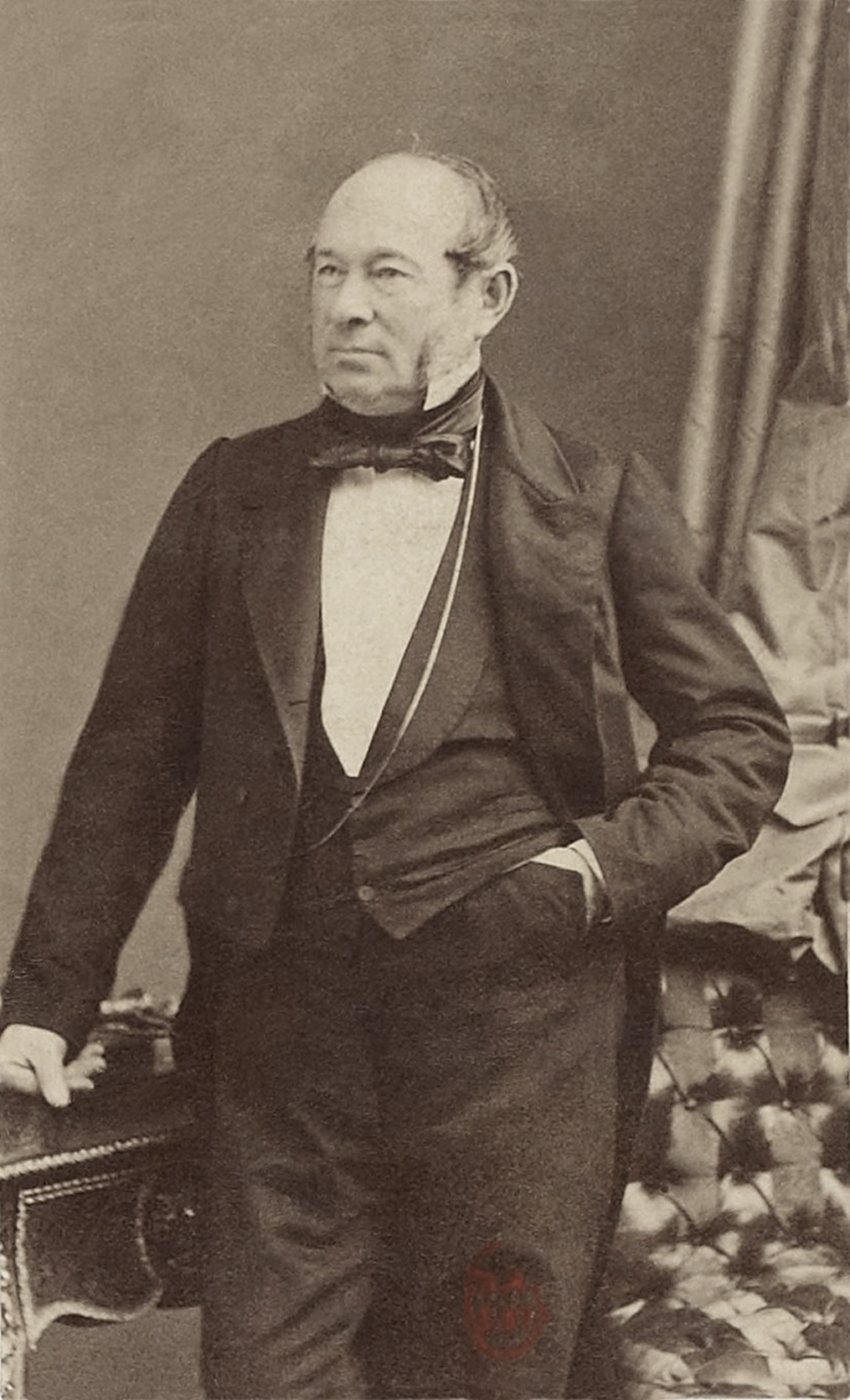
Isaac Strauss, 1875

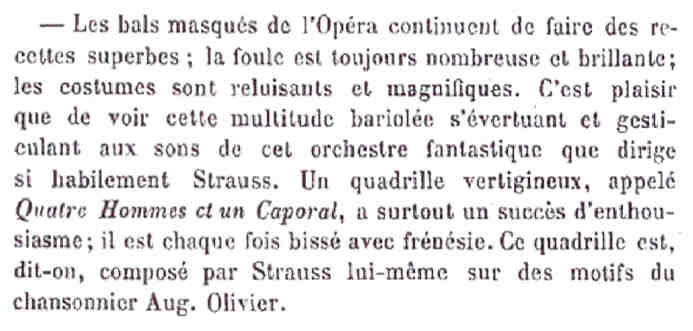
Notizia del ballo mascherato dell'Opéra del 1863.

Il bal de l'Opéra in un dipinto di Édouard Manet del 1873.

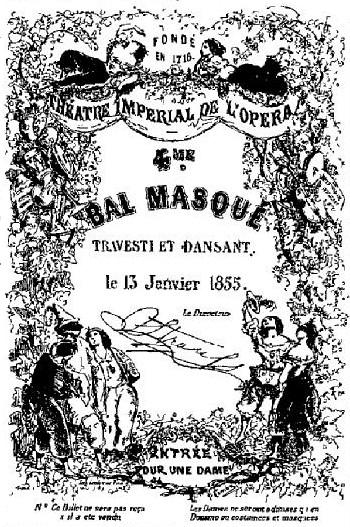
Biglietto d'ingresso al ballo de l'Opéra

All'inizio del XIX secolo, la polizia di Parigi iniziò ad occuparsi seriamente del caso che ogni anno creava il ballo in maschera all'Opéra, sempre più in contrasto con il periodo sacro che il carnevale precedeva di poco, ma anche per una questione di ordine pubblico.
Il ballo si tenne quindi all'opéra de la rue de Richelieu (sino al 1820), venendo poi spostato alla salle Louvois (1820-1821), poi all'Opéra Le Peletier (dal 1821 al 1873) ed infine all'Opéra Garnier (dal 1875 al 1903). Nel 1835, Philippe Musard, detto "Napoléon Musard le roi du quadrille" rilanciò l'idea di riportare il ballo all'Opéra con un'orchestra di 90 elementi e di riportarlo al suo eccentrico spirito iniziale.
Fu qui nel 1840 circa che Philippe Musard lanciò l'idea del can-can, danza che venne da subito giudicata come lasciva dalle autorità.
Nel 1854, Isaac Strauss venne nominato direttore dell'orchestra del bal de l'Opéra rimpiazzando Philippe Musard.
Il bal de l'Opéra venne illustrato con disegni di Cham, Daumier, Gustave Doré e Gavarni.
Il Bal de l'Opéra veniva ancora praticato come festività nel 1927 ma scomparve alla fine del secondo decennio del XX secolo.